# Schizonycha angolana
Schizonycha angolana är en skalbaggsart som beskrevs av Brenske 1898. Schizonycha angolana ingår i släktet Schizonycha och familjen Melolonthidae. Inga underarter finns listade i Catalogue of Life.